# Ólafur Darri Ólafsson
Ólafur Darri Ólafsson, född 3 mars 1973 i Connecticut, är en amerikansk-isländsk skådespelare. Han är mest känd för sin roll i filmen Children och som Andri i serien Fångade.